# Pakhet

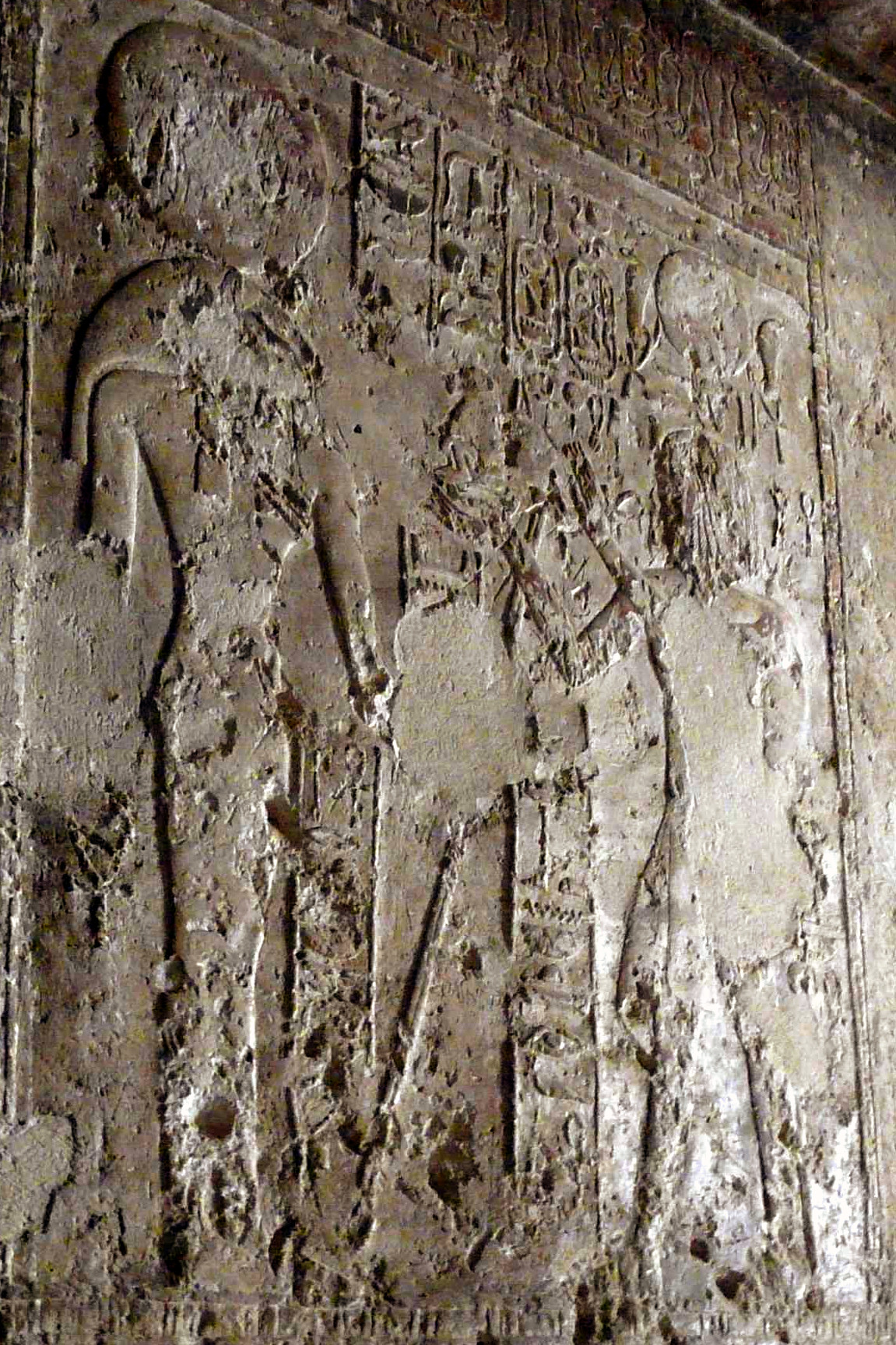
bassorilievo raffigurante Pakhet ed Hatshepsut

Nella religione egizia, Pakhet, (lingua egizia: Pḫ.t , che significa Colei che graffia, scritto anche Pachet, Pehkhet, Phastet e Pasht) è considerata una forma sincretica di Bastet e Sekhmet, antiche divinità egizie che erano simili tra loro. Si trattava di leonesse dee della guerra, una per l'Alto Egitto e l'altra per il Basso Egitto. I due culti si mischiavano al confine tra nord e sud, nei pressi di Minya (nota come Beni Hasan), e qui la somiglianza tra le due dee portò ad una nuova forma nata dalla fusione delle due culture.
Era venerata nel XVI nomo dell'Alto Egitto.

## Origine e mitologia
Pakhet è probabilmente una più antica divinità regionale dalle fattezze di una leonessa, Dea della foce del Uadi, legata a coloro che cacciavano nel uadi, vicino al confine del deserto. Un altro suo titolo era Colei che apre le Vie delle Piogge, che probabilmente fa riferimento alle improvvise inondazioni della stretta valle, provocate dalle tempeste. A quel tempo Pakhet appariva nel pantheon egiziano, durante il Medio Regno, quando Bastet veniva considerata meno di una feroce leonessa, essendo gentile come potrebbe essere un gatto addomesticato. Per cui il carattere di Pakhet è una via di mezzo tra la dolcezza di Bastet e la ferocia di Sekhmet. La sua forza era considerata un fattore positivo piuttosto che negativo, mantenendo il carattere tipico di una dea della guerra. Come Bastet e Sekhmet, era associata ad Hathor e, quindi, è anche una dea del sole, ed indossava il disco solare all'interno della sua corona. 
Era più di una semplice protezione contro creature nocive e velenose, o di una feroce guerriera; era una cacciatrice, forse un caracal, che vagava da sola nel deserto di notte alla ricerca di prede, guadagnandosi così il titolo di Cacciatrice notturna con sguardo acuto ed artigli. Questo aspetto desertico l'ha portata ad essere associata alle tempeste, come Sekhmet. Si dice anche che fosse protettrice della maternità, come Bastet. 
Nell'arte era raffigurata come una donna con una testa felina, o direttamente come un felino, spesso mostrata mentre uccide serpenti con i suoi artigli. Veniva anche raffigurata nel difendere i templi ed i palazzi.
L'esatto genere di felino varia tra un gatto selvatico del deserto, più simile a Bastet, e un caracal, più simile a Sekhmet.

## Templi rupestri nei pressi di Minya

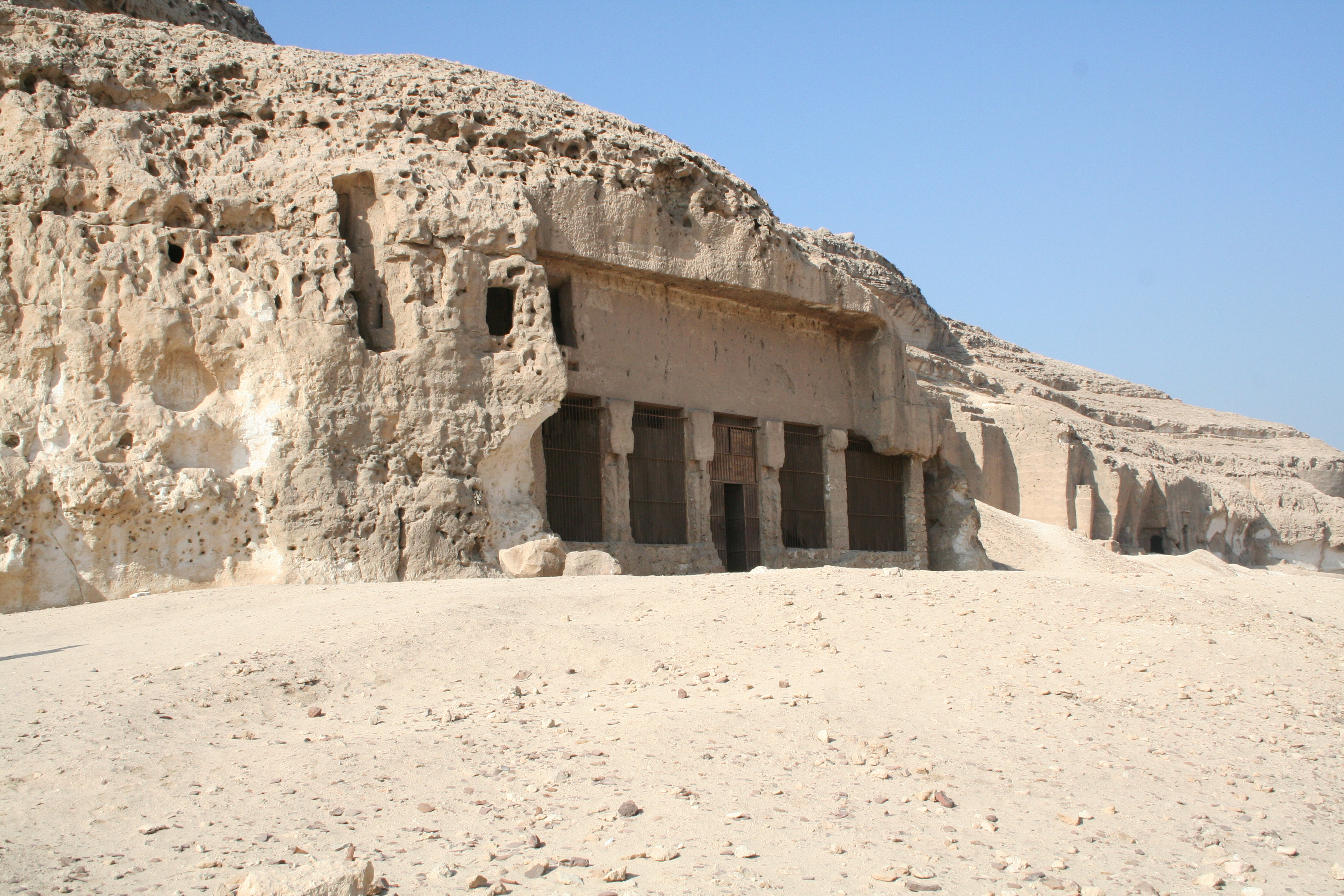
Tempio di Pakhet scavato nella roccia da Hatshepsut a Speos Artemidos

Il più famoso tempio rupestre di Pakhet era un santuario posto in una grotta sotterranea, costruito da Hatshepsut nei pressi di Minya,  tra 39 antiche tombe dei re del Medio Regno del nomo di Oryx, governato da Hebenu, in una zona in cui si trovano numerose cave. Si trova al centro dell'Egitto, sulla riva orientale del Nilo. Un luogo sulla riva orientale non veniva usato tradizionalmente per le sepolture, per queste si utilizzava la riva occidentale, ma in questo punto il terreno della riva occidentale era difficile da lavorare. Si sa che nello stesso luogo esisteva un tempio più antico dedicato a questa stessa dea, ma non è sopravvissuto al tempo. Hatshepsut è famosa per aver ripristinato i templi di questa regione, danneggiati dagli invasori Hyksos. 
Le sue belle catacombe sono state scavate dagli archeologi. Vi sono stati rinvenuti numerosi gatti mummificati. Si crede che molti di loro siano stati portati da molto lontano per poter essere sepolti durante i riti svoltisi in questo luogo. Alcune fonti definiscono questa dea Pakhet-Weret-Hekau (con Uerethekau che significa colei che ha grandi poteri magici), implicando l'associazione con una dea quale Hathor o Iside. Un altro suo titolo è Horus Pakht, e la presenza di molti falchi mummificati testimonierebbe il legame con Hathor, madre di Horus, con il falco, con il faraone, e con il sole.
La sua natura cacciatrice ha portato gli antichi Greci, che in seguito occuparono l'Egitto per 300 anni, ad identificare Pakhet con Artemide. Per questo motivo questo tempio sotterraneo divenne noto a loro come Speos Artemidos, la Grotta di Artemide, nome che persiste tuttora anche se Artermide non è una dea egizia. I Greci tentarono di allineare le divinità egizie con le loro, mantenendo però le tradizioni religiose degli Egizi. In seguito l'Egitto fu conquistato dai Romani, subito dopo il 30, i quali mantennero i toponimi greci. Cristiani ed altre sette religiose occuparono alcune parti del sito nel periodo romano. I toponimi arabi furono aggiunti dopo il 600. 
Hatshepsut e sua figlia Neferura sono state identificate come i costruttori di un piccolo tempio dedicato a Pakhet, poi deturpato dai successivi faraoni. Fu completato durante il regno di Alessandro II, ed oggi è chiamato Speos Batn el-Bakarah.